# Feldseewald
Das Gebiet Feldseewald ist ein mit Verordnung vom 20. Februar 2004 durch die Körperschaftsforstdirektion Freiburg ausgewiesener Bannwald (Schutzgebiet-Nummer 100584) bei Feldberg im Landkreis Breisgau-Hochschwarzwald in Baden-Württemberg.

## Lage
Das Schutzgebiet befindet sich am Hang des Feldbergs westlich der Gemeinde Feldberg. Es liegt im Staatswald Kirchzarten auf den Flurstücken 79 (z. T.) und 187 der Gemarkung Feldberg-Bärental und umfasst die Abteilungen 10–13 und 16 (je z. T.) im Distrikt V.
Im Süden grenzt der Bannwald an das Landschaftsschutzgebiet Feldberg, er ist Teil des Vogelschutzgebiets Südschwarzwald und er ist Teil des FFH-Gebiets Hochschwarzwald um den Feldberg und Bernauer Hochtal.

## Vegetation
Im Bannwald kommen laut Waldbiotopkartierung die folgenden Pflanzen vor:
Weiß-Tanne, Berg-Ahorn, Wolfs-Eisenhut, Blauer Eisenhut, Grauer Alpendost, Arnika, Gebirgs-Frauenfarn, Wald-Frauenfarn, Rippenfarn, Besenheide, Behaarter Kälberkropf, Wald-Rispengras, Gegenblättriges Milzkraut, Alpen-Milchlattich, Drahtschmiele, Breitblättriger Dornfarn, Rotbuche, Gelber Enzian, Ruprechtskraut, Türkenbund, Weißliche Hainsimse, Wald-Hainsimse, Sprossender Bärlapp, Hain-Gilbweiderich, Wald-Sauerklee, Gemeine Fichte, Bergkiefer, Hasenlattich, Eisenhutblättriger Hahnenfuß, Gebirgs-Rose, Großblättrige Weide, Stern-Steinbrech, Hain-Greiskraut, Fuchssches Greiskraut, Echte Mehlbeere, Vogelbeere, Hain-Sternmiere, Bergfarn, Bergulme, Heidelbeere, Preiselbeere.

## Schutzzweck
Der Schutzzweck des Bannwalds ist gemäß Schutzgebietsverordnung
- Die unbeeinflusste, spontane Entwicklung des Waldes mit seinen Tier- und Pflanzenarten (Schutz des Sukzessionsablaufs, Prozessschutz) sowie die wissenschaftliche Beobachtung der Entwicklung zu gewährleisten.
- Dies beinhaltet den Schutz der Lebensräume und -gemeinschaften, die sich im Gebiet befinden, sich im Verlauf der eigendynamischen Entwicklung des Waldbestandes innerhalb des Schutzgebietes ändern oder durch die eigendynamische Entwicklung entstehen.

## Betreuung
Wissenschaftlich betreut wird der Bannwald durch die Forstliche Versuchs- und Forschungsanstalt Baden-Württemberg (BVA).